# Église Sainte-Edwige de South Bend
 (janvier 2024).
L'église Sainte-Edwige (anglais : St. Hedwig's Church) est un édifice religieux catholique situé à South Bend (Indiana), aux États-Unis.

## Histoire
La paroisse est fondée en 1877 avec la Grande Émigration polonaise, en particulier après les soulèvements de 1863. L'édifice actuel en brique est construit à partir de 1881 et est dédicacé le 8 avril 1883.